# Abdelhamid Bouchouk
Abdelhamid Bouchouk est un footballeur franco-algérien né le 1er janvier 1927 à Jemmapes (aujourd'hui Azzaba), en Algérie, et mort le 9 octobre 2004 à Toulouse, en France. Ce joueur évoluait comme ailier. Ce petit gabarit (1,67 m pour 66 kg) a joué à Marseille et surtout Toulouse.
Il participa au fameux match France-Afrique du Nord, organisé au lendemain du tremblement de terre qui a secoué Orléansville en 1954.
En 1958, il rejoint l'équipe de football du FLN représentant le  Front de libération nationale, mouvement luttant pour l'indépendance de l'Algérie et participe à de nombreux matchs amicaux. Il deviendra Directeur des sports au ministère de la Jeunesse et des Sports du gouvernement algérien.

## Carrière de joueur
- 1948-1949 : FC Sète
- 1949-1951 : Olympique de Marseille
- 1951-1958 : Toulouse FC[1]

## Palmarès
- Vainqueur de la Coupe de France en 1957 avec le TFC
- Champion de France de D2 en 1953 avec le TFC

## Source
- Marc Barreaud, Dictionnaire des footballeurs étrangers du championnat professionnel français (1932-1997), l'Harmattan, 1997.